# Alba (Texas)
Alba település az Amerikai Egyesült Államok Texas államában, Wood és Rains megyében. Lakosainak száma 473 fő (2020. április 1.).

## Népesség
A település népességének változása:

| 2010 | 504 |
| 2020 | 473 |